# Люпстен
Люпстен, Лупштейн (фр. Lupstein) — коммуна на северо-востоке Франции в регионе Гранд-Эст (бывший Эльзас — Шампань — Арденны — Лотарингия), департамент Нижний Рейн, округ Саверн, кантон Саверн.
Площадь коммуны — 7,82 км², население — 770 человек (2006) с тенденцией к росту: 808 человек (2013), плотность населения — 103,3 чел/км².

## Население
Население коммуны в 2011 году составляло 836 человек, в 2012 году — 814 человек, а в 2013-м — 808 человек.
| 1962 | 1968 | 1975 | 1982 | 1990 | 1999 | 2006 | 2008 | 2011 | 2012 | 2013 |
| ---- | ---- | ---- | ---- | ---- | ---- | ---- | ---- | ---- | ---- | ---- |
| 558  | 558  | 546  | 579  | 693  | 754  | 770  | 789  | 836  | 814  | 808  |

Динамика населения:

## Экономика
В 2010 году из 550 человек трудоспособного возраста (от 15 до 64 лет) 411 были экономически активными, 139 — неактивными (показатель активности 74,7 %, в 1999 году — 71,2 %). Из 411 активных трудоспособных жителей работали 387 человек (207 мужчин и 180 женщин), 24 числились безработными (9 мужчин и 15 женщин). Среди 139 трудоспособных неактивных граждан 43 были учениками либо студентами, 52 — пенсионерами, а ещё 44 — были неактивны в силу других причин.

## Достопримечательности (фотогалерея)

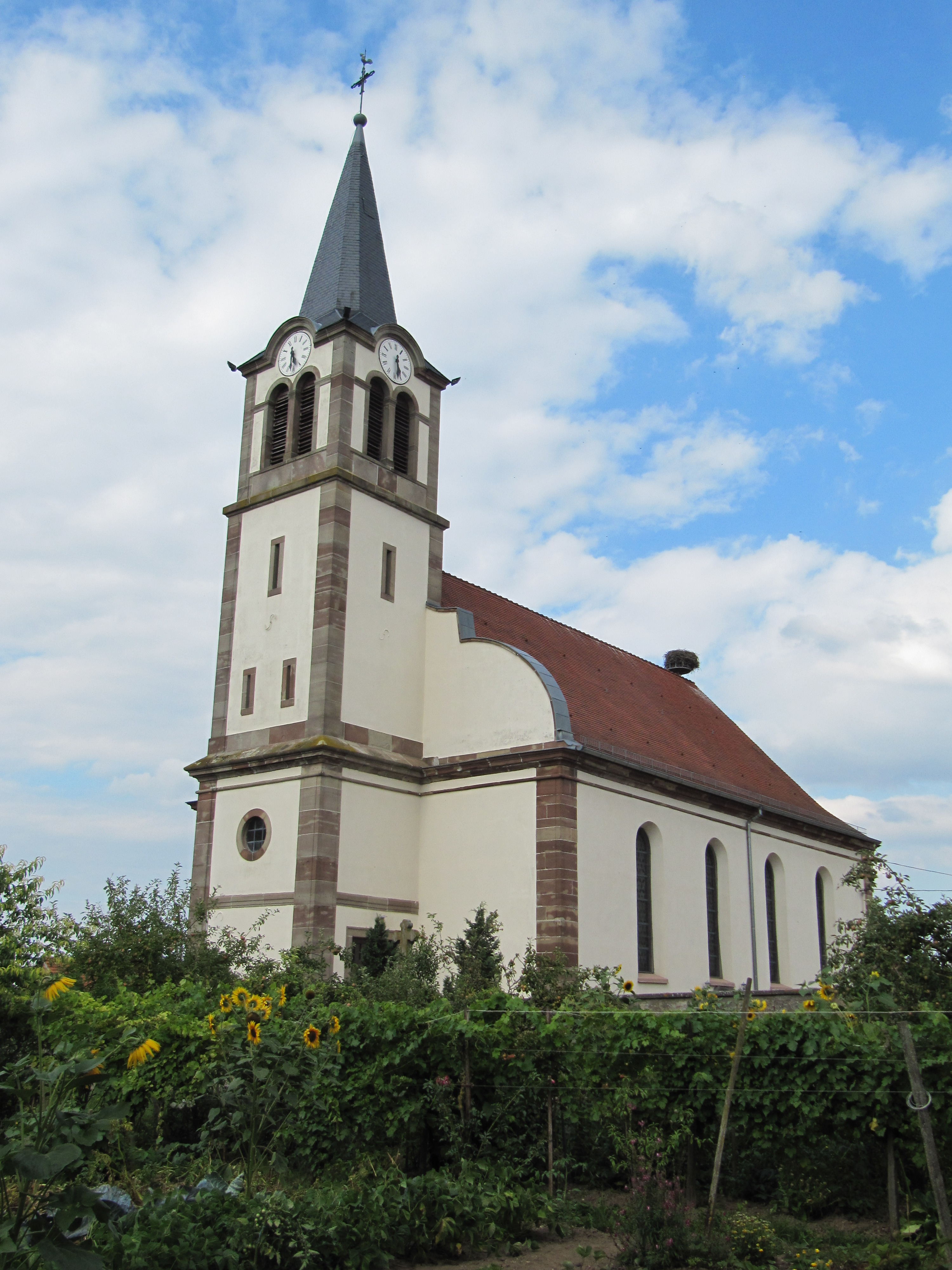
Церковь Сент-Квентин
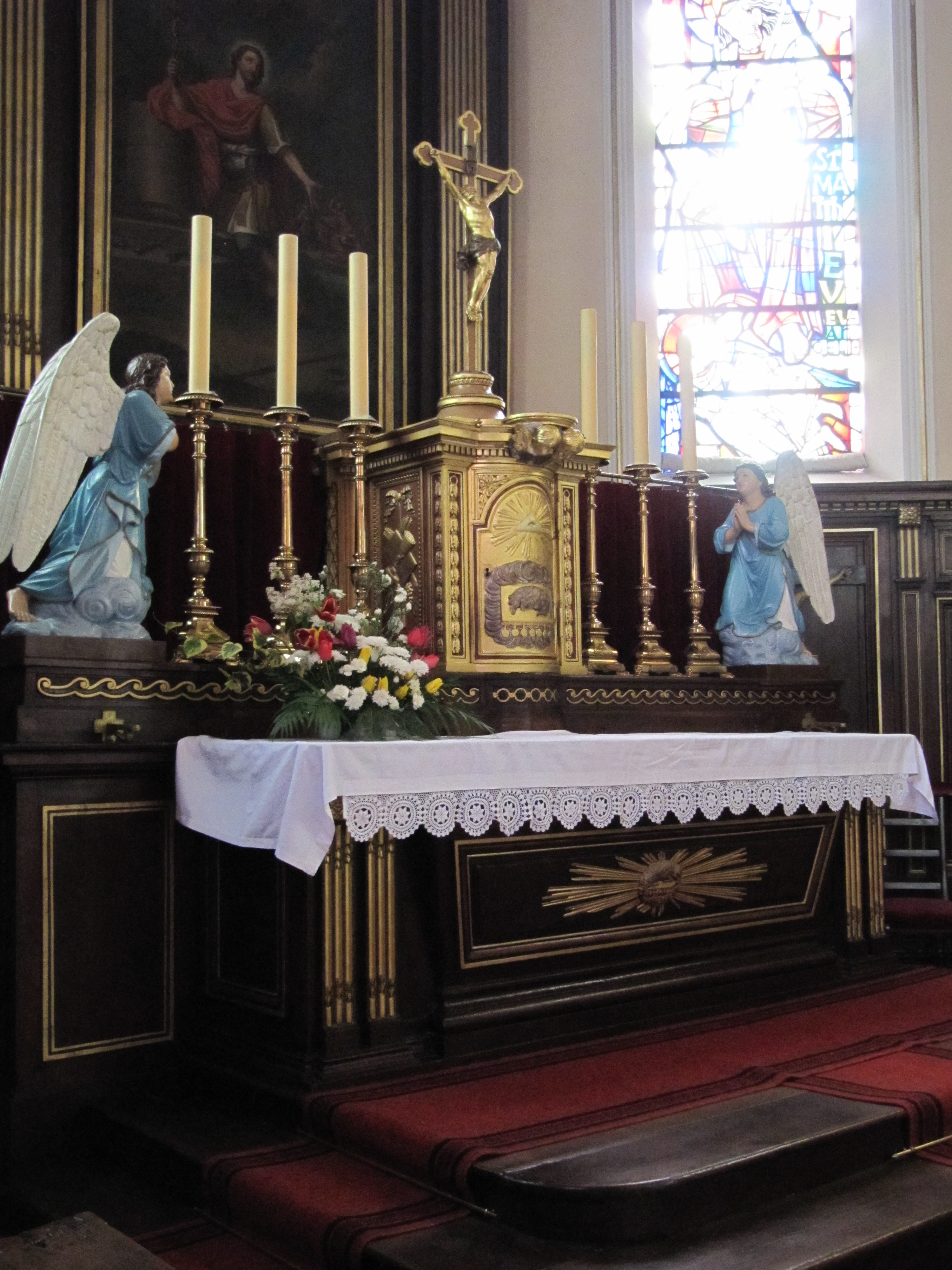
Алтарь